# Musical Farmer
Musical Farmer är en amerikansk animerad kortfilm med Musse Pigg från 1932.

## Handling
Musse Pigg jobbar på en bondgård. Han utför sina sysslor samtidigt som han visslar och sjunger. En överraskning sker när en av hönorna som inte lagt ett enda ägg på ett tag lägger ett jätteägg.

## Om filmen
Filmen är den 42:a Musse Pigg-kortfilmen som producerades och den sjätte som lanserades år 1932.

## Rollista
- Walt Disney – Musse Pigg
- Marcellite Garner – Mimmi Pigg, husfåglar
- Pinto Colvig – Pluto, fågelskrämmor[4]